# Gustave Hermite
Gustave Hermite (Nancy, 11 giugno 1863 – Bois-Colombes, 9 novembre 1914) è stato un fisico e inventore francese, pioniere insieme a Georges Besançon dell'utilizzo dei palloni sonda per uso scientifico e meteorologico. Era nipote di Charles Hermite, uno dei padri dell'analisi matematica moderna.

## Biografia
Nacque a Nancy l'11 giugno 1863. giovanissimo iniziò a studiare matematica, e poi frequentò il Liceo della sua città natale. Una volta diplomatosi, nel 1884 iniziò a studiare chimica teorica e pratica presso il laboratorio dell'Accademia di Neuchâtel, in Svizzera. Di ritorno da un viaggio in Italia cadde malato, e durante la convalescenza lesse, per distrarsi l'Astronomie populaire di Camille Flammarion, rimanendo affascinato dal mondo dell'astronomia. La sua prima comunicazione all'Accademia francese delle scienze nel 1884 riguardava un telescopio astronomico fisso di sua concezione. Nel 1885, dopo aver pubblicato l'articolo Détermination du nombre des étoiles de notre Univers divenne membro della Société astronomique de France a di altre società scientifiche svizzere.
Si lanciò poi nel mondo delle invenzioni, e nel 1887 concorse a realizzare un telemetro, e poi nel 1888 di un piccolo elicottero, mosso da un motore elettrico ed attaccato a un cavo d'alluminio, azionato da una batteria posta a terra. Tale elicottero fu collaudato alla quota di 1.500 m sul massiccio del Giura dove percorse solo una ventina di metri a causa della rarefazione dell'aria in quota. Sempre in quell'anno diede una nuova comunicazione all'Accademia delle Scienze di Francia relativa al metodo fotocronoscopico (méthode photochronoscopique) fondato sull'intermittenza luminosa del tubo di Geissler applicata all'analisi cinematica di tutti i movimenti che nella fasi rapide sfuggivano all'osservazione diretta.
Nel 1889 iniziò a progettare veicoli più pesanti dell'aria: piccoli aeroplani azionati da razzi o cervi volanti utilizzati come mezzi di trazione sull'acqua o sul ghiaccio, e poi presentò a Monsieur Abel Hureau de Villeneuve, segretario generale dell'Esposizione Universale una memoria relativa all'esplorazione delle alte quote dell'atmosfera utilizzando una serie di palloni sonda. Il 17 agosto 1889 a Laon effettuò il suo primo volo su una mongolfiera insieme al suo amico Georges Besançon, e nel 1890 realizzò con Besançon il Sirius che gli permise di fare un viaggio da Parigi a Le Creusot in 16 ore di volo, con uno scalo nel dipartimento della Yonne. Questo volo servì come modello ad altri aeronauti per la creazione di un “Tour de France” in pallone.
Tra il 1890 e il 1891 lui e Besançon pianificarono un volo al polo nord che non si concretizzò per mancanza di finanziamenti. I due uomini si lanciarono allora nella costruzione di palloni sonda muniti di un appositi strumento per registrare la temperatura e la pressione atmosferica. Il pallone ritornava al suolo appeso ad un paracadute e gli strumenti venivano agevolmente recuperati. Nel 1892 fondò con Besançon l'Etablissement central d'aérostation. Dopo aver dimostrato la fattibilità dei palloni meteorologici, nome che gli diede lui, e grazie all'Union aérophile de France, egli lanciò una serie di palloni capaci di raggiungere l'altitudine di 10.000 m trasportando una navicella del peso di diversi chilogrammi, contenente degli apparecchi di misurazione e registrazione che inaugurarono la serie di ascensioni scientifiche internazionali. Nell'ottobre 1895 il pallone sonda L'Aérophile raggiunse i 15.000 m, stabilendo il record mondiale di quota raggiunta.
Nel 1898 il francese Léon Philippe Teisserenc de Bort organizzò l'Observatoire de météorologie dynamique di Trappes, il debutto dell'esplorazione sistematica grazie all'uso dei palloni sonda. Tra il 16 e il 17 settembre 1899 effettuò, insieme a Maurice Farman, una sensazionale ascensione percorrendo 626 chilometri in 15 h e 8 ', terminata Fos, nella Crau, a qualche metro dal mare, avendo un vento a favore che spirava a 130 km/h.
Ammalatosi si ritirò a vita privata, e si spense il 9 novembre 1914, a prima guerra mondiale iniziata, a Bois-Colombes, nella periferia di Parigi.

### Annotazioni
1. ↑  Libero dai vincoli degli aquiloni utilizzati in precedenza il pallone si librava liberamente nell'atmosfera, e una volta toccato terra la strumentazione poteva essere agevolmente recuperata con i relativi dati contenuti.

### Fonti
1. 1 2 3 4  Radiosonde.
2. 1 2 3 4 5 6 7  Aimé 1896, p. 2.
3. ↑  Mancini 1936, p. 350.
4. 1 2  Aimé 1896, p. 3.
5. 1 2 3 4  Aimé 1896, p. 4.
6. 1 2 3  Mancini 1936, p. 351.
7. ↑  Aimé 1896, p. 6.